# کن بویز (بازیکن فوتبال، زاده ۱۹۳۵)
کن بویز (انگلیسی: Ken Boyes; ۴ فوریهٔ ۱۹۳۵ – ۸ اوت ۲۰۱۰) بازیکن فوتبال اهل بریتانیا بود.
از باشگاه‌هایی که در آن بازی کرده‌است می‌توان به باشگاه فوتبال یورک سیتی اشاره کرد.